# Конецвалд
Конецвалд (пол. Koniecwałd) — село в Польщі, у гміні Штум Штумського повіту Поморського воєводства.
Населення — 519 осіб (2011).
У 1975-1998 роках село належало до Ельблонзького воєводства.

## Демографія
Демографічна структура станом на 31 березня 2011 року:
|          | Загалом | Допрацездатний вік | Працездатний вік | Постпрацездатний вік |
| -------- | ------- | ------------------ | ---------------- | -------------------- |
| Чоловіки | 255     | 57                 | 179              | 19                   |
| Жінки    | 264     | 58                 | 159              | 47                   |
| Разом    | 519     | 115                | 338              | 66                   |